# Veritas: The Quest
Pour les articles homonymes, voir Veritas.
Veritas: The Quest est une série télévisée américaine en 13 épisodes de 42 minutes, créée par Patrick Massett et John Zinman, et dont seulement quatre épisodes ont été diffusés entre le 27 janvier 2003 et le 10 mars 2003 sur le réseau ABC.
En France, le premier épisode a été diffusé le 10 avril 2008 sur Série Club dans les Screenings 2008.

## Synopsis
Après avoir découvert que son père est à la tête de Veritas, dont le but est de rechercher les mystères de l'histoire et de la civilisation, Nikko, avide d'aventures, intègre l'équipe.

## Distribution
- Ryan Merriman (VFB : Paolo Hertberg) : Nikko Zond
- Alex Carter (VFB : Philippe Résimont) : Solomon Zond
- Cobie Smulders (VFB : Séverine Cayron) : Juliet Droil
- Arnold Vosloo (VFB : Jean-Michel Vovk) : Vincent Siminou
- Eric Balfour (VFB : Mathieu Moreau) : Calvin Banks
- Cynthia Martells (VFB : Colette Sodoyez) : Maggie
- Jane McLean : Lena

- Version française
  - Studio de doublage : Dubbing Brothers 
  - Direction artistique : Lionel Bourguet
  - Adaptation : Nadine Delanoë[1]

## Épisodes

### Épisode 1:Pilote / Une découverte capitale
- Titre original : Reunion
- Numéro(s) : 1 (1.01)
- Scénariste(s) : John Zinman et Patrick Massett
- Réalisateur(s) : Bryan Spicer
- Diffusion(s) : 
  -  États-Unis : 27 janvier 2003 (ABC)
  -  France : 10 avril 2008 sur Série Club
- Résumé : Nikko est renvoyé à nouveau d’un pensionnat. Son père vient le chercher mais sur le chemin du retour, ils sont attaqués par des hommes mystérieux et armés. Nikko réalise alors que son père ne mène pas vraiment une carrière universitaire.

### Épisode 2:Antartica
- Titre original : Antartica
- Numéro(s) : 2 (1.02)
- Scénariste(s) : John Zinman et Patrick Massett
- Réalisateur(s) : Perry Lang
- Diffusion(s) : 
  -  États-Unis : 3 février 2003 (ABC)
  -  France : sur (Série Club)
- Résumé : Des dangers attendent l’équipe en Antarctique, forcée de faire un atterrissage d’urgence pendant un orage et de braver les éléments à la recherche d’une ancienne et mystérieuse source d’énergie.

### Épisode 3:La légende des viracochas
- Titre original : Skulls
- Numéro(s) : 3 (1.03)
- Scénariste(s) : John Zinman et Patrick Massett
- Réalisateur(s) : Adam Nimoy
- Diffusion(s) : 
  -  États-Unis : 10 février 2003 (ABC)
  -  France : sur (Série Club)
- Résumé : Solomon s’associe avec Bella Nicholson, une sorte de Tomb Raider / archéologue, pour trouver un ancien crâne en cristal qui avait autrefois appartenu à Hitler et qui peut changer la science moléculaire. Mais quand Solomon découvre que Bella est impliquée dans un groupe néo-nazi ayant pour plan de créer le quatrième Reich et qu’elle est sur le point de le doubler, l’équipe de Veritas doit rester un pas en avant pour stopper l’arrivée de la fin du monde. Pendant ce temps Nikko est poursuivi pas un vieil homme étrange et clairvoyant qui proclame connaître la vérité.

### Épisode 4:La sphère d'Archimède
- Titre original : Heist
- Numéro(s) : 4 (1.04)
- Scénariste(s) : Rick Kellard
- Réalisateur(s) : Rick Kolbe
- Diffusion(s) : 
  -  États-Unis : 10 mars 2003 (ABC)
  -  France : sur (Série Club)
- Résumé : L’équipe de Veritas travaille sous couverture pour rencontrer un trafiquant d’armes qui possède un ancien artéfact appelé la Sphère d’Archimède qui est supposé contenir les secrets du scénario de l’Apocalypse.

### Épisode 5:Le poème secret
- Titre original : Wheel of Dharma
- Numéro(s) : 5 (1.05)
- Scénariste(s) : Stephanie Bloch-Chambers et Julie Bean
- Réalisateur(s) : R. W. Goodwin
- Diffusion(s) : 
  -  États-Unis :
  -  France : sur (Série Club)
- Résumé : L’équipe est à la recherche d’une relique bouddhiste au Tibet dans le village où a grandi Vincent. Durant leur recherche, Nikko est fait prisonnier par des soldats. Pour le sauver, l’équipe doit au plus vite décrypter le code qui les mènera à la relique.

### Épisode 6:Le Saint Graal
- Titre original : Sangraal
- Numéro(s) : 6 (1.06)
- Scénariste(s) : Gabrielle Stanton et Harry Werksman Jr.
- Réalisateur(s) : Perry Lang
- Diffusion(s) : 
  -  États-Unis : sur (ABC)
  -  France : sur (Série Club)
- Résumé : Le kidnapping d’une amie de Solomon à la recherche du Saint Graal les mènent sur une île près de la Nouvelle-Écosse où de dangereux pièges les attendent.

### Épisode 7:Le virus de la momie
- Titre original : Mummy Virus
- Numéro(s) : 7 (1.07)
- Scénariste(s) : Rick Kellard et Thania Saint Jones
- Réalisateur(s) : Vern Gillum
- Diffusion(s) : 
  -  États-Unis :
  -  France : sur (Série Club)
- Résumé : Un virus virulent émane d’une ancienne momie inca et infecte Maggie. L’équipe se lance alors à la recherche de l’antidote au Pérou mais rencontre des difficultés à cause un groupe pharmaceutique, CEO, qui a de mauvaise intentions pour l’utilisation du virus.

### Épisode 8:Le pouvoir de Baal Shem
- Titre original : Name of God
- Numéro(s) : 8 (1.08)
- Scénariste(s) : Brad Falchuk
- Réalisateur(s) : Michael Nankin
- Diffusion(s) : 
  -  États-Unis :
  -  France : sur (Série Club)
- Résumé : Le docteur Zond et son équipe sont à la recherche d’un rabbin descendant d’Abraham pour traduire des inscriptions sur un ancien artéfact trouvé lors de la recherche du Saint Graal. Dorna a planifié de tuer le rabbin et de compromettre les plans de la fondation Veritas.

### Épisode 9:L'enfant diable
- Titre original : Devil child
- Numéro(s) : 9 (1.09)
- Scénariste(s) : Thania Saint Jones
- Réalisateur(s) : Thomas J. Wright
- Diffusion(s) : 
  -  États-Unis :
  -  France : sur (Série Club)
  -  Afrique du Sud : 27 juin 2003
- Résumé : Un jeune ukrainien peut lire et écrire toutes les langues mortes ou vivantes de la planète. L’équipe de Solomon libère le jeune garçon des services secrets russes pour qu’il traduise les inscriptions d’une pyramide que sa femme a recopié dans son journal. Mais le jeune garçon reste muet.

### Épisode 10:Le Sarcophage celte
- Titre original : Avalon
- Numéro(s) : 10 (1.10)
- Scénariste(s) : I.C. Rapoport
- Réalisateur(s) : Dwight Little
- Diffusion(s) : 
  -  États-Unis :
  -  France : sur (Série Club)
  -  Afrique du Sud : 4 juillet 2003
- Résumé : Un sarcophage celtique vieux de 3000 ans contenant une momie vieille de moins d’un siècle est retrouvé aux États-Unis. Solomon et Nikko se lancent alors dans une enquêtes plus poussée. Le chemin croise celui d’une société encore guidée par les anciennes lois celtiques et dont leur jour le plus saint de l’année approche.

### Épisode 11:Le journal de Léonard de Vinci
- Titre original : The lost Codex
- Numéro(s) : 11 (1.11)
- Scénariste(s) : Gabrielle Stanton et Harry Werksman Jr.
- Réalisateur(s) : Thomas J. Wright
- Diffusion(s) : 
  -  États-Unis :
  -  France : sur (Série Club)
  -  Afrique du Sud : 11 juillet 2003
- Résumé : Obéissant à un ordre direct du mystérieux donateur de la Fondation Veritas, l’équipe se rend à Florence pour acheter des lettres écrites par Léonard de Vinci à son ami le plus cher. Cherchant à obtenir une place dans une vente aux enchères secrètes, le docteur Zond rencontre un des membres les plus éminents de Dorna, Cosimo qui est également à la recherche de ces lettres pour localiser le journal de De Vinci contenant les plans d’une source d’énergie extrêmement puissante.

### Épisode 12:La fleur de feu
- Titre original : Eternal
- Numéro(s) : 12 (1.12)
- Scénariste(s) : Thania Saint John
- Réalisateur(s) : Chad Hodge
- Diffusion(s) : 
  -  États-Unis :
  -  France : sur (Série Club)
  -  Afrique du Sud : 18 juillet 2003
- Résumé : L’équipe se retrouve en Sibérie où la femme de Solomon, Haley a grandi. Ils doivent récupérer des affaires d’Haley récemment retrouvées. Parmi celles-ci, se trouve un journal qu’elle a tenu pendant qu’elle était perdue dans la forêt. Ce journal est supposé révéler l'emplacement d’une caverne où se trouve une fontaine de jouvence qui avait sauvé la vie d’Haley lorsqu’elle s’était perdue. Mais la Fondation Veritas n’est pas seule à connaître l’existence de ce journal.

### Épisode 13:L'anneau de vérité
- Titre original : Helmholtz resonance
- Numéro(s) : 13 (1.13)
- Scénariste(s) : John Zinman et Patrick Massett
- Réalisateur(s) : Larry Shaw
- Diffusion(s) : 
  -  États-Unis :
  -  France : sur (Série Club)
  -  Afrique du Sud : 25 juillet 2003
- Résumé : Le donateur de la Fondation Veritas présente une carte à Solomon indiquant l'emplacement d’un ancien château fort, bien caché du XIIe siècle où pourrait se trouver « L’anneau de Vérité ». Mais à l’intérieur de ce château, l’équipe commence à voir et entendre de drôle de choses.

## Commentaires
Après la diffusion du troisième épisode, ABC a remplacé la case horaire plusieurs fois, notamment pour des émissions spéciales sur la Guerre d'Irak. Le cinquième épisode était prévu à l'horaire pour le 24 mars, mais a été annulé pour une autre émission spéciale sur la guerre, la série a été mise de côté indéfiniment le lendemain puis officiellement annulé le 3 avril.